# Мусевич, Георгий Степанович
Георгий Степанович Мусевич (11 ноября 1931, Дмитровичи (Брестская область), Брестская область, Белорусская ССР — 6 февраля 2014, Каменец, Белоруссия) — краевед и заслуженный тренер.

## Биография

### Годы учёбы
Георгий Мусевич начал учёбу в школе в деревне Дмитровичи. В 1941 году с семьёй переехал в Каменец, где и закончил учёбу в средней школе. В 1953 году окончил Минский институт физической культуры.

### Тренерская работа
После окончания института проработал пять лет учителем физкультуры в средней школе в городе Высокое. В 1959 году стал директором созданной им детско-юношеской спортивной школы «Пуща». Школа стала лучшей в Белоруссии среди районных спортивных школ. Исполнял обязанности внештатного инспектора Каменецкого отдела образования. 15 лет был старшим тренером сборных команд Брестского областного отдела образования по метанию. Более ста воспитанников Георгия Степановича получили профессию учителя и тренера.

### Краеведение
С 1990 года Мусевич стал углублённо изучать историю родного края и опубликовал свыше 600 краеведческих очерков в местной газете «Навины Камянеччыны», «Брестский курьер» и других, а также отдельными книгами. Собранные им примеры фольклора вошли в сборник «Там за рощей, рощей. Современные народные песни и поговорки, записанные на Берестейщине» (2000). Собранные книги за много лет, свой архив передал в Брестский областной архив, библиотеки Бреста, Каменца, Хайнувки, (Польша). Обнаружил давнюю историю Каменецкой иконы Божией Матери, инициировал канонизацию князя Владимира Васильковича. Исследовал судьбу евреев Каменца, что нашло отражение в его книге «Народ, который жил среди нас» (2009).

## Награды
Получил звание «Отличник народного образования БССР», «Отличник просвещения СССР», награждён медалью «За трудовую доблесть». В 1991 году ему присвоили звание «Заслуженный тренер Белоруссии». Получил почётную грамоту Национального олимпийского комитета Представительства Национального олимпийского комитета Беларуси в Брестской области.